# Eurovision Song Contest 2005
Eurovision Song Contest 2005, česky také Velká cena Eurovize 2005 (či jen Eurovize 2005), byl 50. ročník soutěže Eurovision Song Contest, který se konal v Kyjevě na Ukrajině, a to díky vítězství ukrajinské zpěvačky Ruslany s písní „Wild Dances“ na předchozím ročníku. Soutěž, organizovaná Evropskou vysílací unií (EVU) a ukrajinskou stanicí Nacionalna suspilna teleradiokompanija Ukrajiny (NTU), se konala v Palace of Sports. Semifinále se uskutečnilo 19. května 2004, finále o dva dny později. Moderátory obou přenosů byli Maria Efrosinina a Pavlo Shylko.
Soutěže se zúčastnilo 39 zemí, což je o tři více oproti předchozímu roku. Bulharsko a Moldavsko se Eurovize zúčastnily poprvé, po šesti letech se vrátilo Maďarsko.
Vítězem se stala řecká zpěvačka Elena Paparizou s písní „My Number One“. Jednalo se o první vítězství Řecka po 31 letech v soutěži. Nezvykle skončili všichni členové tzv. Velké čtyřky na posledních čtyřech místech.

## Shrnutí
Oficiální logo zůstalo stejné jako v předchozím ročníku, změnila se pouze vlajka země. Jako slogan bylo zvoleno slovo „probuzení“, které symbolizovalo připravenost země a města prezentovat se v Evropě. Krátké předěly mezi vystoupeními ilustrovaly ukrajinskou kulturu a odkazy na modernější a průmyslovou stránkou země.
Předchozí vítězka Eurovize Ruslana zazpívala na začátku mix písní „Wild Dances“ a „Heart on Fire“ a v mezidobí „The Same Star“. SMS hlasování odstartovali známí ukrajinští boxeři Vitalij Kličko a Vladimir Kličko, zatímco ukrajinský prezident Viktor Juščenko předal vítězce cenu.

## Semifinále
Semifinále se uskutečnilo 19. května 2005 ve 21 hodin místního času. Představilo se v něm 25 zemí, hlasovat ale mohlo všech 39 účastníků ročníku.
| Pořadí | Země        | Interpret                         | Skladba                            | Jazyk                     | Umístění | Body |
| ------ | ----------- | --------------------------------- | ---------------------------------- | ------------------------- | -------- | ---- |
| 1.     | Rakousko    | Global.Kryner                     | „Y así“                            | angličtina, španělština   | 21.      | 30   |
| 2.     | Litva       | Laura and the Lovers              | „Little by Little“                 | angličtina                | 25.      | 17   |
| 3.     | Portugalsko | 2B                                | „Amar“                             | portugalština, angličtina | 17.      | 51   |
| 4.     | Moldavsko   | Zdob și Zdub                      | „Boonika bate toba“                | angličtina, rumunština    | 2.       | 207  |
| 5.     | Lotyšsko    | Walters and Kazha                 | „The War Is Not Over“              | angličtina                | 10.      | 85   |
| 6.     | Monako      | Lise Darly                        | „Tout de moi“                      | francouzština             | 24.      | 22   |
| 7.     | Izrael      | Shiri Maimon                      | „HaSheket SheNish'ar“ (השקט שנשאר‎) | hebrejština, angličtina   | 7.       | 158  |
| 8.     | Bělorusko   | Angelica Agurbash                 | „Love Me Tonight“                  | angličtina                | 13.      | 67   |
| 9.     | Nizozemsko  | Glennis Grace                     | „My Impossible Dream“              | angličtina                | 14.      | 53   |
| 10.    | Island      | Selma                             | „If I Had Your Love“               | angličtina                | 16.      | 52   |
| 11.    | Belgie      | Nuno Resende                      | „Le Grand soir“                    | francouzština             | 22.      | 29   |
| 12.    | Estonsko    | Suntribe                          | „Let's Get Loud“                   | angličtina                | 20.      | 31   |
| 13.    | Norsko      | Wig Wam                           | „In My Dreams“                     | angličtina                | 6.       | 164  |
| 14.    | Rumunsko    | Luminița Anghel a Sistem          | „Let Me Try“                       | angličtina                | 1.       | 235  |
| 15.    | Maďarsko    | Nox                               | „Forogj, világ“                    | maďarština                | 5.       | 167  |
| 16.    | Finsko      | Geir Rönning                      | „Why“                              | angličtina                | 18.      | 50   |
| 17.    | Makedonie   | Martin Vučić                      | „Make My Day“                      | angličtina                | 9.       | 97   |
| 18.    | Andorra     | Marian van de Wal                 | „La mirada interior“               | katalánština              | 23.      | 27   |
| 19.    | Švýcarsko   | Vanilla Ninja                     | „Cool Vibes“                       | angličtina                | 8.       | 114  |
| 20.    | Chorvatsko  | Boris Novković feat. Lado members | „Vukovi umiru sami“                | chorvatština              | 4.       | 169  |
| 21.    | Bulharsko   | Kaffe                             | „Lorraine“                         | angličtina                | 19.      | 49   |
| 22.    | Irsko       | Donna and Joe                     | „Love?“                            | angličtina                | 14.      | 53   |
| 23.    | Slovinsko   | Omar Naber                        | „Stop“                             | slovinština               | 12.      | 69   |
| 24.    | Dánsko      | Jakob Sveistrup                   | „Talking to You“                   | angličtina                | 3.       | 185  |
| 25.    | Polsko      | Ivan a Delfin                     | „Czarna dziewczyna“                | polština, ruština         | 11.      | 81   |

## Finále

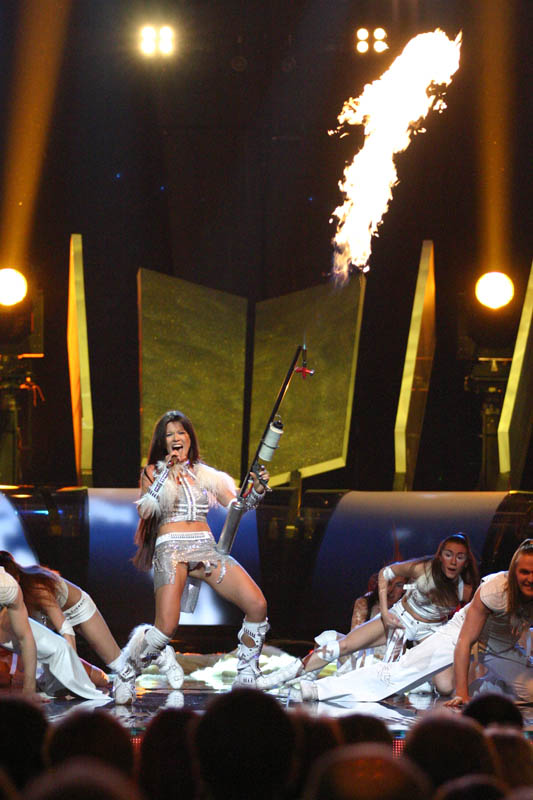
Ruslana, vítězka Eurovize 2004, zpívá „Heart on Fire“.

Finále se uskutečnilo 21. května 2005 ve 21 hodin místního času. Zúčastnilo se ho 25 zemí – 10 nejlepších ze semifinála, 10 nejlepších z finále předchozího ročníku a státy z tzv. Velké čtyřky, které do finále postupují automaticky.
| Pořadí | Země                | Interpret                         | Skladba                               | Jazyk                    | Umístění | Body |
| ------ | ------------------- | --------------------------------- | ------------------------------------- | ------------------------ | -------- | ---- |
| 1.     | Maďarsko            | Nox                               | „Forogj, világ“                       | maďarština               | 12.      | 97   |
| 2.     | Spojené království  | Javine                            | „Touch My Fire“                       | angličtina               | 22.      | 18   |
| 3.     | Malta               | Chiara                            | „Angel“                               | angličtina               | 2.       | 192  |
| 4.     | Rumunsko            | Luminița Anghel a Sistem          | „Let Me Try“                          | angličtina               | 3.       | 158  |
| 5.     | Norsko              | Wig Wam                           | „In My Dreams“                        | angličtina               | 9.       | 125  |
| 6.     | Turecko             | Gülseren                          | „Rimi Rimi Ley“                       | turečtina                | 13.      | 92   |
| 7.     | Moldavsko           | Zdob și Zdub                      | „Boonika bate toba“                   | angličtina, rumunština   | 6.       | 148  |
| 8.     | Albánie             | Ledina Çelo                       | „Tomorrow I Go“                       | angličtina               | 16.      | 53   |
| 9.     | Kypr                | Constantinos Christoforou         | „Ela Ela“                             | angličtina               | 18.      | 46   |
| 10.    | Španělsko           | Son de Sol                        | „Brujería“                            | španělština              | 21.      | 28   |
| 11.    | Izrael              | Shiri Maimon                      | „HaSheket SheNish'ar“ (השקט שנשאר‎)    | hebrejština, angličtina  | 4.       | 154  |
| 12.    | Srbsko a Černá Hora | No Name                           | „Zauvijek moja“ (Заувијек моја)       | černohorština            | 7.       | 137  |
| 13.    | Dánsko              | Jakob Sveistrup                   | „Talking to You“                      | angličtina               | 9.       | 125  |
| 14.    | Švédsko             | Martin Stenmarck                  | „Las Vegas“                           | angličtina               | 19.      | 30   |
| 15.    | Makedonie           | Martin Vučić                      | „Make My Day“                         | angličtina               | 17.      | 52   |
| 16.    | Ukrajina            | GreenJolly                        | „Razom nas bahato“ (Разом нас багато) | ukrajinština, angličtina | 19.      | 30   |
| 17.    | Německo             | Gracia                            | „Run & Hide“                          | angličtina               | 24.      | 4    |
| 18.    | Chorvatsko          | Boris Novković feat. Lado members | „Vukovi umiru sami“                   | chorvatština             | 11.      | 115  |
| 19.    | Řecko               | Helena Paparizou                  | „My Number One“                       | angličtina               | 1.       | 230  |
| 20.    | Rusko               | Natalia Podolskaya                | „Nobody Hurt No One“                  | angličtina               | 15.      | 57   |
| 21.    | Bosna a Hercegovina | Feminnem                          | „Call Me“                             | angličtina               | 14.      | 79   |
| 22.    | Švýcarsko           | Vanilla Ninja                     | „Cool Vibes“                          | angličtina               | 8.       | 128  |
| 23.    | Lotyšsko            | Walters and Kazha                 | „The War Is Not Over“                 | angličtina               | 5.       | 153  |
| 24.    | Francie             | Ortal                             | „Chacun pense à soi“                  | francouzština            | 23.      | 11   |